# 태국의 금융기관 목록
태국 은행 목록은 태국에 있는 은행, 금융기관에 대해 서술한 문서이다.
태국에는 총자산 4700억 달러를 보유한 36개의 라이선스 은행이 있다.

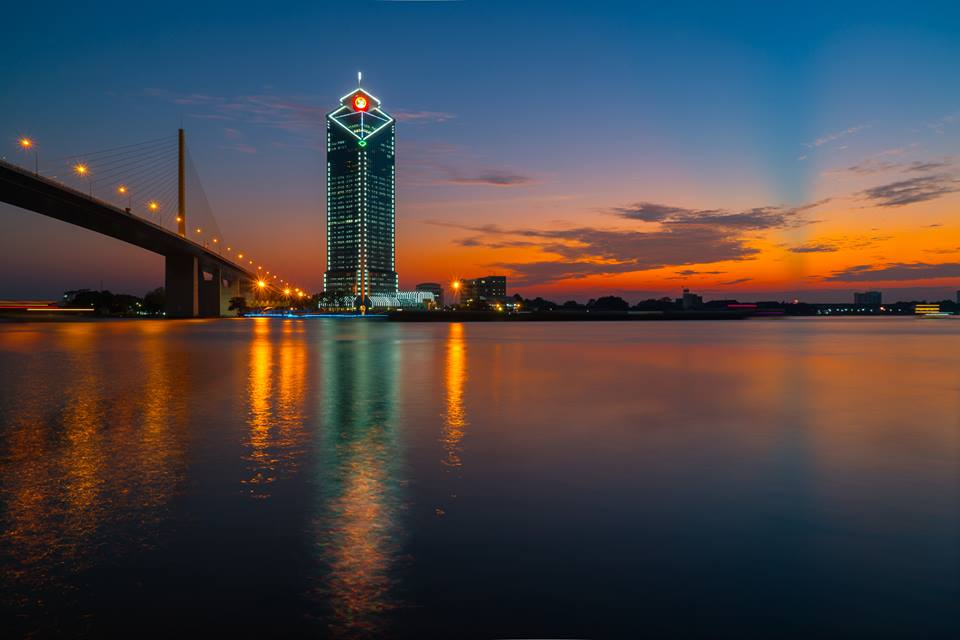
카시콘 은행 본사

## 국유은행
- 정부 저축 은행
- 정부 주택 은행
- 농업 협동 조합 (BAAC)
- 태국 수출입 은행
- 태국 이슬람 은행
- 태국 중소기업 개발 은행[1]

## 태국의 상업 및 소매 은행

### 총자산순위에 오른 시중은행
| 순위 | 이름 | 총 자산                  |
| ---- | --- | ------------------------ |
| 1    | 방콕 은행 | 836억 달러 (2016년 12월) |
| 2    | 끄룽타이은행 (태국 정부 56% 소유) | 810억 달러 (2016년 12월) |
| 3    | 시암 상업 은행 | 814억 달러 (2016년 12월) |
| 4    | 카시콘 은행 | 708억 달러               |
| 5    | 아유디야 은행 (Krungsri) | 352억 달러 (2016년 12월) |
| 6    | 타나차트 은행 (49 %는 스코샤 은행 소유)                                                                                                  | 284억 달러 (2016년 12월) |
| 7    | TMB 은행 (ING 그룹 25%, DBS 7%, 태국 재무부 25.9%, 태국 군대 2% 소유)                                                                    | 238억 달러 (2016년 12월) |
| 8    | 키아트나킨 은행 | 181억 달러 (2016년 12월) |
| 9    | CIMB (태국) (말레이시아의 CIMB 자회사 인 태국의 은행으로 법인 및 라이센스 됨)                                                            | 82억 달러 (2016년 12월)  |
| 10   | 스탠다드차타드 은행 (태국) (영국의 스탠다드 차타드 은행 (Standard Chartered Bank of UK)의 자회사 인 태국의 은행으로 법인 및 라이센스 됨) | 61억 달러 (2016년 12월)  |
| 11   | 유나이티드 해외은행 (태국) (싱가폴 UOB의 자회사 인 태국 은행 설립 및인가)                                                                | 59억 달러                |
| 12   | Tisco 은행 | 34억 달러                |
| 13   | 중국공상 은행 (태국) (태국 법인 및 라이센스, 중국 ICBC 자회사)                                                                           | 21억 달러                |
| 14   | 메가 ICB 태국 지사 (대만 메가 ICB 자회사)                                                                                                | 4억달러                  |

### 소매 은행
| 순위 | 이름                | 총 자산     |
| ---- | ------------------- | ----------- |
| 1    | 태국 신용 소매 은행 | 8100만 달러 |

## 방콕지점이 있는 외국 은행

### 2006년 12월 31일 기준 총자산별 순위
| 순위 | 이름                        | 총 자산    |
| ---- | --------------------------- | ---------- |
| 1    | 미쓰비시UFJ은행 (일본)      | 73억 달러  |
| 2    | 씨티은행 (미국)             | 57억 달러  |
| 3    | 미쓰이스미토모 은행 (일본)  | 56억 달러  |
| 4    | 미즈호 파이낸셜 그룹 (일본) | 44억 달러  |
| 5    | 홍콩상하이은행              | 37억 달러  |
| 6    | 기타                        | 38억 달러  |
| 합계 | 합계                        | 361억 달러 |

### 외국은행 (유럽)
- ABN AMRO Bank NV[6]
- BNP 파리바[7]
- 도이치 은행 (Deutsche Bank)[8]
- HSBC[9]

### 외국은행 (아시아)
- 중국은행
- 미쓰비시UFJ은행
- 인도 해외 은행
- 미즈호 기업 은행
- 중국 은행 공사
- RHB 은행
- 미쓰이스미토모 은행

### 외국은행 (북미)
- 아메리카 메릴린치 은행[10]
- 씨티뱅크 태국지사[11]
- JP모간 체이스[12]
- 스코샤 은행 (Nova Scotia 은행) - 자회사 인 Thanachart Bank를 통해서

## 태국의 대표 사무소
- 아메리칸 익스프레스
- 아사히 은행
- 오스트레일리아 뉴질랜드 은행
- 바로다 은행
- 뉴욕멜론은행
- 바이에리스체 란데스은행
- 캐세이 연합 은행
- 차이나트러스 상업은행 Ltd (대만)
- 코메르츠 은행 AG
- 크레디트브리엘 외 커머신 (CIC)
- 크레디트 스위스
- 다이와 은행
- 싱가포르 개발 은행 (DBS)
- EFG 인터내셔널
- 제 1 상업 은행 (대만)
- 독일 투자 공사 (DEG)
- 하치 준니 은행
- ICICI Bank Ltd.
- ING 그룹
- Intesa Sanpaolo SpA
- 해외 경제 협력 기금
- 메릴린치
- Natexis Banque Populaire
- 라보 뱅크 네델란드
- Resona Bank, Ltd.
- Sanpaolo IMI SpA
- UBS
- 유니온 뱅크 오브 캘리포니아, NA
- 웰스 파고
- Westdeutsche Landesbank Girozentrale
- 웨스트팩
- 세계은행 (태국)
- 야마구치 은행 (Yamaguchi Bank Ltd)

## 같이 보기
- 태국 은행